# Взаємодія поліції та громади
Взаємодія поліції та громади (діяльність поліції, орієнтована на громаду, англ. community policing, англ. community-oriented policing) — філософія або організаційна стратегія, яка заохочує співробітництво на засадах партнерства поліції та місцевих громад. Її метою є найбільш ефективне попередження та вирішення проблем злочинності, страху перед злочинами, загрози фізичної безпеки та спокою місцевого населення, а також безчинств та руйнування доброчесних взаємовідносин. Ціль взаємодії — поліпшення якості життя всіх представників місцевого населення.

## Історія
Сучасна правоохоронна діяльність розпочалась зі створення Робертом Пілом (англ. Robert Peel) Лондонського столичного поліцейського округу у 1829 році. Нові поліцейські сили впровадили для боротьби із щораз зростаючим рівнем злочинності у столиці Англії. Піл, перший начальник поліції, став автором декількох нововведень, які все ще практикуються. По-перше, він призначив офіцерів для регулярного пішого патрулювання територій з метою запобігання та припинення злочинів. Патрулювання дозволило поліцейським та мешканцям познайомитися одне з одним. Щоб підтримати офіцерів, Піл також запровадив озброєні командні структури.
Підхід Піла описаний у дев'яти принципах. Згідно з ними, головна мета існування поліції — це попередження злочинів та безчинств. Також у принципах наголошується, що здатність поліції виконувати свої обов'язки залежить від загального схвалення дій поліції з боку населення, і поліція має завжди підтримувати відносини з громадськістю.
У США поліцейська діяльність розвивалася схожим чином, що і в Британії. У першій половині ХХ століття більшість підрозділів у США оперували так званою «професійною» моделлю поліцейської діяльності. Згідно з цією моделлю, місцеві відділи поліції були організовані довкола жорстких ієрархічних ліній, використовували стандартизовані оперативні протоколи, і були зосереджені на розслідуванні злочинів. Оскільки у другій половині ХХ століття у США почалися соціальні заворушення та різко збільшився рівень злочинності, правоохоронні органи та місцеві лідери почали переглядати роль поліцейських департаментів в управління громадською безпекою та докладати зусиль для реформ, що мали на меті зменшення рівня злочинності завдяки поліпшенню взаємин та розбудови партнерства між громадянами та поліцією. Врешті-решт, ці зусилля призвели до запровадження community policing у США, що характеризувалося більш неформальним зв'язками між поліцією та громадою, менш жорсткою ієрархічною структурою, а також спробами запобігти першопричинам злочинів. Прийняття нового підходу відбувалося поступово між 1970-1980 років, і на початку 1990-х вже більшість міст США почали застосовувати принципи community policing.
Зараз взаємодія поліції та громади є частиною щоденної поліцейської роботи не тільки у США та Британії, а і в багатьох країнах світу. Підхід практикується у Бельгії, Болгарії, Данії, Чехії, Німеччині, Італії, Латвії, Литві, Польщі тощо. Наприклад, на Кіпрі, де існує лінія розмежування між територією, що підконтрольна уряду, та окупованою територією, злочинці часто переховуються на останній. Для запобігання цьому на острові створили змішані патрулі, переважно піші та велосипедні, щоб покращити доступ поліції до пішохідних кварталів поблизу лінії розмежування. У місті Дечин, що в Чехії, створили інститут громадських помічників поліції, яких відбирають за конкурсом. Вони працюють разом з муніципальними поліцейськими — до їхніх повноважень належить вирішення справ із дрібними правопорушеннями. В Іспанії поліція реалізувала проєкт, спрямований на запобігання гендерному насильству та захист його жертв. У рамках ініціативи жінкам, які постраждали від такого насильства, роздавали спеціальні мобільні телефони, а за потреби — пристрої визначення місця перебування. Спеціальні підрозділи поліції тісно співпрацюють із судами та соціальними службами, які беруть участь у попередженні гендерного насильства.

## Взаємодія поліції та громади в Україні
Взаємодія поліції та громади врахована у Законі України «Про Національну поліцію» (стаття 11): «Діяльність поліції здійснюється в тісній співпраці та взаємодії з населенням, територіальними громадами та громадськими об'єднаннями на засадах партнерства і спрямована на задоволення їхніх потреб». В Україні активний розвиток підходу community policing розпочався в 2002 році із запуску пілотного проєкту у двох районах міста Харків в рамках проєкту, який був реалізований Харківським національним університетом внутрішніх справ та Лейстерським університетом (Велика Британія). Також була реалізована низка проєктів у Львівській області (м. Самбір). Нещодавно було запущено програму «Шкільний офіцер поліції» (у 2016 році). В рамках цієї ініціативи патрульні поліцейські проводять відкриті уроки в школах, а також індивідуальні консультації з учнями.
Реалізовують проєкти, спрямовані на розвиток підходу, і неурядові організації. Наприклад, у Вінниці громадська організація «Паросток» заснувала для поліцейських курси жестової мови, щоб вони могли без проблем спілкуватися з нечуючими людьми. У цьому ж місті є ще один проєкт: організація «Спеціальна олімпіада» разом з поліцією вчить дітей з аутизмом правил безпеки та дає їм інструкції на випадок виникнення проблем. У Лисичанську, Сєвєродонецьку та Рубіжному патрульні поліцейські відвідують дитячі будинки-інтернати та будинки дитини. У Кривому Розі патрульні поліцейські разом з військовими АТО роблять фотопроєкт про дітей з аутизмом, що постраждали внаслідок конфлікту. У Черкасах та Дніпрі проводять курси самооборони для жінок, тренерами в яких стають патрульні поліцейські. В Одесі поліція долучилася до еко-проєкту молодіжної організації «Синергія» — її учасники розповідають про захист навколишнього середовища учням шкіл та студентам вишів. У Полтаві поліцейські зустрічаються із жителями в рамках проєкту «Кава з поліцейським»: члени громади мають можливість у неформальній атмосфері поспілкуватися з правоохоронцями, дізнатися більше про їхню роботу та про безпеку в місті. У Тернополі проводять «Вікенд з поліцією» тощо.
Також в рамках взаємодії поліції та громади у населених пунктах з'являються стратегії безпеки. Зокрема, у Львівській області завдяки аналізу ефективності поліції та потреб населення реорганізували роботу відділків поліції, а згодом ухвалили програми безпеки. У Ковелі завдяки програмі безпеки вирішили проблему безпритульних тварин. Програма безпеки є також у Чернігові.
Окрім цього, поліція реалізує проєкти, спрямовані на спільну роботу громад та поліції для розбудови безпечного середовища: «Сусідська варта», «ПОЛіС», «Безпечне місто» тощо.
У Києві ВБО «Конвіктус Україна» за підтримки Міжнародного фонду «Відродження» реалізує проєкт «Об'єднання зусиль — безпечна громада». Метою діяльності є формування ефективної взаємодії територіальної громади, поліції та місцевої влади Деснянського району міста Києва, що сприяє впровадженню підзвітності поліції, залученості громади до виявлення та вирішення проблем безпеки у громаді. В рамках проєкту проведено цикл тренінгів для співробітників Деснянського районного сектору Центрального міжрегіонального управління з питань виконання кримінальних покарань та пробації Міністерства юстиції..

## Ефективність
Поліцейські управлінці та громадськість зазвичай вважають, що наймати більше поліцейських вкрай важливо для зменшення рівня злочинності. Водночас багато досліджень не підтверджують думку, що залучення додаткових поліцейських впливає на попередження злочинності або її зменшення. Більше того — дані свідчать про те, що зменшення рівня злочинності в містах США мали небагато спільного із взяттям на роботу додаткових поліцейських. Прихильники community policing підкреслюють, що позитивні результати настають тоді, коли існують фундаментальні зміни в управлінні, структурі та культурі поліцейських організацій. Дослідження впливу пішого патрулювання не виявило жодного ефекту на рівень злочинності. Однак два дослідження в Окланді та Бірмінгемі виявили, що у громадах, де поліція використовує контакт «від дверей до дверей» з громадянами, прослідковується помітне зменшення кількості зареєстрованих насильницьких злочинів.
Дослідження також демонструють, що «ті, хто вважають, що взаємодія поліції та громади практикуються у їхньому районі, більше схильні давати схвальні оцінки поліції». Взаємодія поліції та громади допомагає створювати та зміцнювати громаду. Цей підхід також пов'язує поліцію та громаду. Партнерство, яке розвивається з часом, зрештою може допомогти поліції знайти причини злочинності в районі. Залучаючи громаду, поліція отримує більше ресурсів для протидії злочинам. Познайомившись із членами громади, офіцери із більшою ймовірністю отримують цінну інформацію про злочинців та їхню діяльність. Окрім цього, вони можуть частіше отримувати інформацію про потреби членів громади та їхні очікування від поліції.

## Критика підходу
Низка критиків говорять про те, що у випадку community policing досить важко оцінити ефективність підходу. Головним недоліком community policing дослідники називають той факт, що він передбачає обов'язкове залучення громади. «Поліція та потенційні партнери не завжди мають однакові або навіть сумісні цінності». Ефективна взаємодія поліції та громади вимагає довгострокових зобов'язань усіх учасників. Деякі дослідники також стверджують, що поліція насправді не хоче вносити якісь зміни у свою поведінку, і використовує community policing, щоб отримати легітимність. Є також думка про те, що community policing не зменшує напругу між поліцією та суспільством, але «в кращому випадку підхід зробить дії поліції більш прийнятними для спільноти, навіть якщо порушені необхідні процедури». Викликом для цього підходу є також підбір людей, які будуть керувати впровадженням community policing — вони повинні дбати про добробут громади, а не про власні професійні амбіції.

## Основні елементи взаємодії поліції та громади

### Партнерство у громаді
Співпраця між правоохоронними органами та між членами громад і організаціями для пошуку рішень та побудови довіри до поліції. Партнерство передбачає залучення державних структур, членів громад та соціальних груп, неурядових та сервісних організацій, бізнесу та медіа.

### Організаційна трансформація
Розбудова організаційного менеджменту, структури, персоналу та інформаційної системи для підтримки взаємодії поліції та громади та проактивного вирішення проблем.

### Вирішення проблем
Процес проактивної та систематичної експертизи проблем для пошуку та оцінки ефективної відповіді. Вирішення проблем описується структурою SARA: scanning (сканування), analysis (аналіз), response (відповідь), assessment (оцінка). Сюди також належить використання так званого «трикутника злочину» (правопорушник, жертва та локація). Підхід community policing передбачає пошук взаємозв'язків між елементами трикутника та робота з факторами, що можуть на них впливати для недопущення подібних злочинів у майбутньому.